# Sam Sheppard
Samuel Holmes Sheppard (29 de diciembre de 1923-6 de abril de 1970) fue un neurocirujano estadounidense. Fue exonerado en 1966, después de haber sido condenado en 1954 por el asesinato de su esposa embarazada, Marilyn Reese Sheppard. El caso fue controvertido desde el principio, con una amplia y prolongada cobertura mediática a nivel nacional.
La Corte Suprema de los Estados Unidos determinó que la «atmósfera de carnaval» que rodeaba el primer juicio de Sheppard había hecho imposible el debido proceso; después de diez años de prisión fue absuelto en un segundo juicio.

## Primeros años y formación

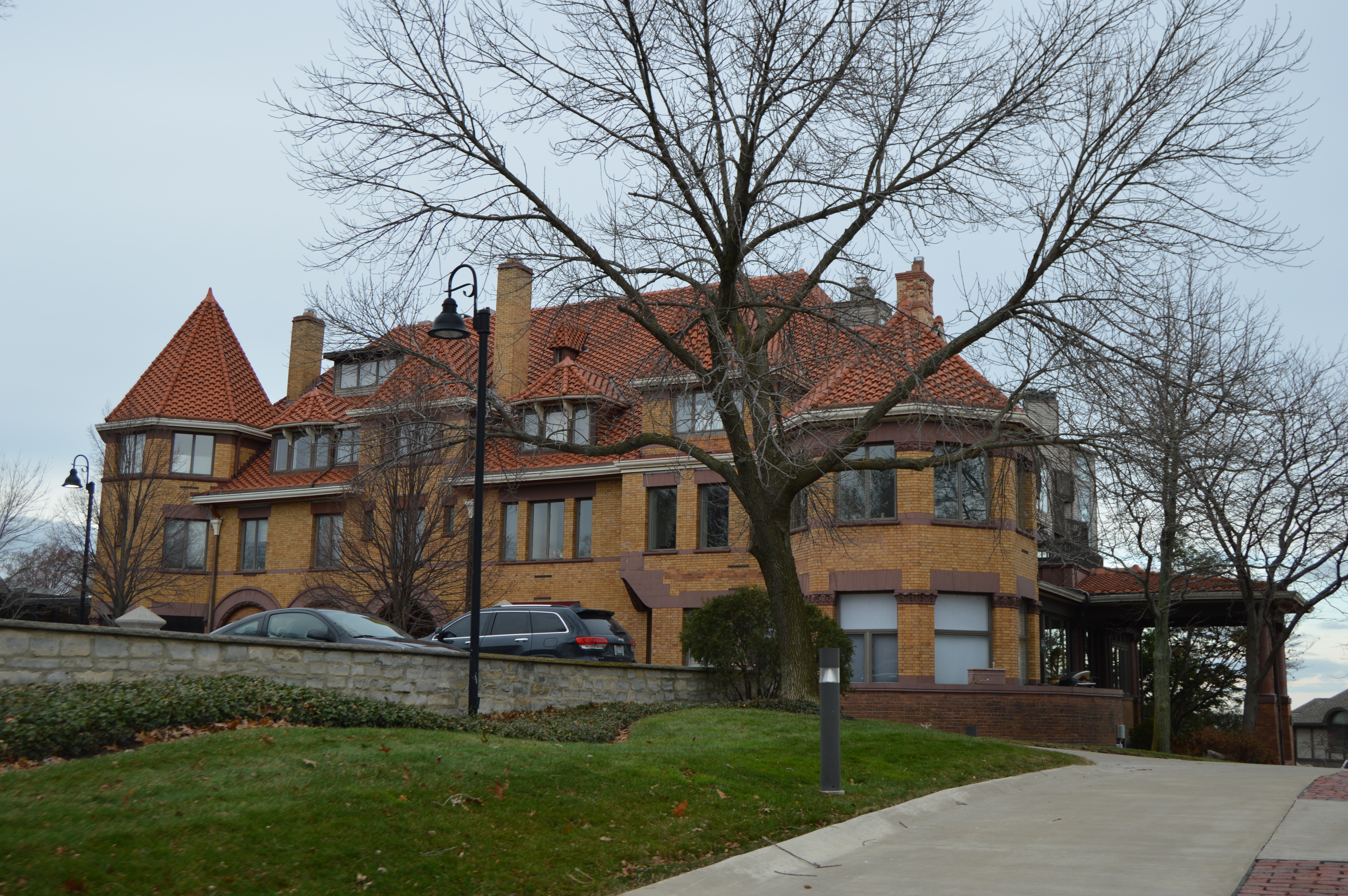
Bay View Hospital

Sheppard nació en Cleveland, Ohio; era el más joven de los tres hijos del Dr. Richard Allen Sheppard. Asistió a la escuela secundaria Cleveland Heights, donde fue un excelente estudiante y participó activamente en el fútbol americano, el baloncesto y el atletismo; fue presidente de la clase durante tres años. Sheppard conoció a su futura esposa, Marilyn Reese, mientras estaba en la escuela secundaria. Aunque varias universidades pequeñas de Ohio le ofrecieron becas deportivas, Sheppard eligió seguir el ejemplo de su padre y sus hermanos mayores y siguió una carrera en medicina osteopática . Se matriculó en Hanover College en Indiana para estudiar cursos de medicina pre-osteopática, luego tomó cursos complementarios en la Universidad Case Western Reserve en Cleveland. Sheppard terminó su educación médica en la Escuela de Médicos y Cirujanos Osteopáticos de Los Ángeles (ahora Universidad de California Irvine) y recibió el título médico de Doctor en Medicina Osteopática.
Sheppard completó su internado y una residencia en neurocirugía en el Hospital General del Condado de Los Ángeles. Se casó con Marilyn Reese el 21 de febrero de 1945 en Hollywood, California. Unos años más tarde regresó a Ohio y se unió a la creciente práctica médica de su padre en el Hospital Bay View.

## Asesinato de Marilyn Reese Sheppard
En la noche del sábado 3 de julio de 1954, Sheppard y Marilyn estaban entreteniendo a los vecinos en su casa frente al lago (demolida en 1993). Mientras veían la película Strange Holiday, Sheppard se durmió en el sofá cama de la sala de estar. Marilyn acompañó a los vecinos a la salida.
En las primeras horas de la mañana del 4 de julio de 1954, Marilyn Sheppard fue asesinada a golpes en su cama con un instrumento desconocido. El dormitorio estaba cubierto de salpicaduras de sangre y se encontraron gotas de sangre en los pisos de toda la casa. Algunos artículos de la casa, incluido el reloj de pulsera, el llavero, la llave y el anillo de la fraternidad de Sam Sheppard, parecían haber sido robados. Más tarde fueron encontrados en una bolsa de lona en los arbustos detrás de la casa. Según Sheppard, estaba durmiendo profundamente en un sofá cama cuando escuchó los gritos de su esposa. Corrió escaleras arriba donde vio una "forma bípeda blanca" en el dormitorio y luego quedó inconsciente. Cuando se despertó, vio a la persona abajo, persiguió al intruso fuera de la casa hasta la playa donde pelearon y Sheppard quedó inconsciente nuevamente.
A las 5:40 am, un vecino recibió una llamada telefónica urgente de Sheppard quien le rogó que fuera a su casa. Cuando llegaron el vecino y su esposa, encontraron a Sheppard sin camisa y con los pantalones mojados y una mancha de sangre en la rodilla. Las autoridades llegaron poco después. Sheppard parecía desorientado y en estado de shock. No se escuchó al perro de la familia ladrar para indicar un intruso, y su hijo de siete años, Sam Reese "Chip" Sheppard, estaba dormido en la habitación contigua durante todo el incidente.

## Primer juicio

### Medios
"Si alguna vez hubo un juicio por medio de un periódico, este es un ejemplo perfecto. Y el ejemplo más insidioso fue el Cleveland Press. Por alguna razón, ese periódico asumió el papel de acusador, juez y jurado.

El juicio de Sheppard comenzó el 18 de octubre de 1954 y duró nueve semanas. La investigación del asesinato y el juicio se destacaron por la amplia publicidad. Algunos periódicos y otros medios de Ohio fueron acusados de parcialidad contra Sheppard y de cobertura incendiaria del caso, y fueron criticados por etiquetarlo de inmediato como el único sospechoso viable. Más tarde, un juez federal criticó a los medios: "Si alguna vez hubo un juicio por medio de un periódico, este es un ejemplo perfecto. Y el ejemplo más insidioso fue el Cleveland Press. Por alguna razón, ese periódico asumió el papel de acusador, juez y jurado."[cita requerida]
Parecía que los medios locales influyeron en los investigadores. El 21 de julio de 1954, el Cleveland Press publicó un editorial de primera plana titulado «Hazlo ahora, Dr. Gerber» que pedía una investigación pública. Horas más tarde, el doctor Samuel Gerber, el forense que investiga el asesinato, anunció que realizaría una indagatoria al día siguiente. The Cleveland Press publicó otro editorial de primera plana titulado "¿Por qué no está Sam Sheppard en la cárcel?" el 30 de julio, que se tituló en ediciones posteriores "¡Dejen de estancarse y tráiganlo!". Esa noche, Sheppard fue arrestado para un interrogatorio policial.[cita requerida]
Los medios locales publicaron artículos salaces de primera plana incendiarios para Sheppard que no tenían hechos que los respaldaran o que luego fueron refutados. Durante el juicio, un programa de radio popular transmitió un informe sobre una mujer de la ciudad de Nueva York que afirmó ser su amante y la madre de su hijo ilegítimo. Como el jurado no fue secuestrado, dos de los miembros del jurado admitieron ante el juez que escucharon la transmisión pero el juez no los desestimó. A partir de entrevistas con algunos de los miembros del jurado años después, es probable que los miembros del jurado estuvieran contaminados por la prensa antes del juicio y quizás durante el mismo. Más tarde, la Corte Suprema de los Estados Unidos calificó el juicio de "atmósfera de carnaval".[cita requerida]

### Susan Hayes
Susan Hayes era una técnica de laboratorio de 24 años en el Hospital Bayview, en Bay Village, quien tuvo una aventura con Sheppard. La acusación intentó demostrar que Hayes fue el motivo del asesinato.[cita requerida]

### Condena
El 21 de diciembre, después de deliberar durante cuatro días, el jurado encontró a Sheppard culpable de asesinato en segundo grado.[cita requerida]

## En la cultura popular

### En literatura
- La novela de 2010 Mr. Peanut de Adam Ross presenta a Sam Sheppard como un detective de la ciudad de Nueva York que investiga la muerte de una mujer y cuenta los detalles del asesinato de su esposa.[2][3]

- Edward D. Hoch creó a su famoso detective Dr. Sam Hawthorne después de él.

- La novela Crooked River Burning de Mark Winegardner presenta el juicio por asesinato de Sheppard y termina con un epílogo de los días de lucha libre y la muerte de Sheppard.

- Helter Skelter de Vincent Bugliosi con Curt Gentry compara varias veces el fanatismo mediático del juicio por los asesinatos de la familia Manson con el del caso Sheppard.

- La novela Do No Harm de Max Allan Collins de 2020 es un relato ficticio de un investigador privado que investiga el caso Sheppard a pedido de Eliot Ness y Erle Stanley Gardner.

### En el cine
- La película de 1970 The Lawyer es un drama judicial basado en el juicio por asesinato de Sheppard.[cita requerida]
- La película Reunited and It Feels So Deadly,  de Hallmark Movies & Mysteries, del 2021, presenta el juicio por asesinato de Sheppard en el grupo Real Murders Club.[cita requerida]

### En la televisión
- Se ha citado que la serie de televisión El fugitivo y la película de 1993 del mismo nombre se basan libremente en la historia de Sheppard. Esta afirmación siempre ha sido negada por sus creadores.[4]

- La serie de televisión American Justice produjo un episodio basado en este caso titulado »La historia de Sam Sheppard».

- Un episodio de la serie de televisión Cold Case  titulado «Schadenfreude» se basa en este caso.

- Culpable o inocente: el caso del asesinato de Sam Sheppard (1975), protagonizada por George Peppard, es una película para televisión sobre este caso.

- El episodio de la serie de televisión Law & Order «Justice» se basa en la misión de Sam Reese Sheppard de limpiar el nombre de su padre.

- La sombra de mi padre: La historia de Sam Sheppard (1998), protagonizada por Peter Strauss, es una película para televisión sobre este caso.

- La serie de televisión The New Detectives emitió un episodio sobre las pruebas forenses de la evidencia en este caso, tanto en el momento de la acusación de Sheppard como durante los esfuerzos posteriores para reivindicarlo.

- La serie de televisión Notorious produjo un episodio sobre este caso titulado «La historia de Sam Sheppard».

- El episodio de la serie de televisión Nova: The Killer's Trail - The Story of Dr. Sam Sheppard incluye una reconstrucción de la casa Sheppard, examina evidencia previamente ignorada y ofrece las opiniones de expertos forenses.

- La serie de televisión educativa Our Living Bill of Rights, producida por Encyclopædia Britannica Films, cubre el juicio de Sheppard en el episodio «Free Press vs. Trial By Jury: The Sheppard Case» (también llamado «Free Press vs Fair Trial By Jury»). El programa contiene imágenes de películas documentales, entrevistas con Sheppard y Bailey y una dramatización de la actividad en la casa de Sheppard en el momento del asesinato.[n. 1]

- La serie documental de BBC Four Catching History's Criminals: The Forensics Story episodio «Traces of Guilt» (S01E02; 2015) examinó el caso, con especial atención a las pruebas de manchas de sangre y el análisis de patrones de manchas de sangre.

- La serie Investigation Discovery: A Crime to Remember detalla la evidencia y la historia de Sam Sheppard en el episodio de la temporada 3 «The Wrong Man», emitido por primera vez el 15 de diciembre de 2015.
- La serie American Crime Story: The People V. O.J Simpson (2016), en el episodio 3 «Dream Team» el abogado que defendió a Sam Sheppard, Francis Lee Bailey (interpretado por Nathan Lane) le dice al abogado Bob Shapiro (interpretado por John Travolta) que él también defendió a un hombre que huyó de la policía y que, a pesar de que el todo el mundo lo prejuzgo como culpable, terminó por demostrar su inocencia.